# نهر يانغتسي
نهر يانغتسي (بالـصينية: Listen.扬子江) يعرف في الصين باسم نهر تشانغ جيانغ، هو أطول أنهار الصين وآسيا وثالث أطول أنهار العالم بعد نهر النيل في قارة أفريقيا ونهر الأمازون في قارة أمريكا الجنوبية، يبلغ طوله حوالي 6300 كيلومتر (3915 ميل).
ينبع النهر من جبال تنغولا في التبت (على ارتفاع 6600 م) ويخترق مجراه الأعلى الجبال الشاهقة والأودية السحيقة قبل أن يصب في بحر الصين مما يتيح له طاقة مائية وافرة. نهر اليانغتسي شريان رئيسي للمواصلات النهرية وهو صالح للملاحة على مسافة 950 كيلو مترا بدءا من مدينة هاتكيو الواقعة في أواسط الصين، ويربط بين شرق وغرب البلاد، ويسمى «المجرى المائي الذهبي». يتفرع منه حوالي 700 من الروافد أهمها ما تأتيه من الشمال وهي يالونغ، كيان لينغ، هان، أما أهم رافد يأتيه من الجنوب فهو رافد (هو). تتواجد أخصب الأراضي في البلاد على مناطق مجرى نهر اليانغتسي الأوسط والأسفل.